# Rolando Álvarez Vallejos
Rolando Álvarez Vallejos (Santiago, 1971) es un historiador chileno, especializado en historia contemporánea de Chile, en particular de la izquierda, el comunismo, la Unidad Popular, la Dictadura de Pinochet y la Transición a la democracia. Su enfoque, que combina elementos de la historia cultural y política, ha renovado varios aspectos de la historiografía, utilizando para ello testimonios orales y material documental.
Su historia familiar ha quedado relatada en el libro testimonial de su padre. Se tituló de Profesor de Historia y Geografía, en la Instituto Profesional Blas Cañas (1995). Luego obtuvo el Magíster en Historia, en la Universidad de Santiago de Chile (2002), y finalmente el Doctorado en Historia, en la Universidad de Chile (2007).
Inicialmente trabajó como docente en establecimientos de enseñanza media y desarrolló actividades de formación sindical en instituciones como el Instituto de Ciencias Alejandro Lipschutz (ICAL). A partir de sus estudios de magíster comenzó a especializarse en la docencia y la investigación universitaria. En la actualidad es académico en la Universidad de Santiago de Chile.
En su abundante producción académica ha trabajado en conjunto con Olga Ulianova, Julio Pinto Vallejos y Verónica Valdivia Ortiz de Zárate, con quienes ha realizado compilaciones y trabajos en coautoría. En el último tiempo ha comenzado a estudiar la acción política del empresariado en Chile y Perú, además de seguir ahondando en la historia del Partido Comunista de Chile y las Juventudes Comunistas.

## Obras

### Libros
- Desde las sombras. Una historia de la clandestinidad comunista, 1973-1980. LOM Ediciones, Santiago, 2003.

- Formación sindical en los tiempos de la educación popular en chile. Entre la autonomía y la dependencia. 1980-1990. Ediciones ICAL, Santiago, 2004.

- Su revolución contra nuestra revolución. Izquierdas y derechas en el Chile de  Pinochet. LOM Ediciones, Santiago, 2006. En coautoría con Verónica Valdivia y Julio Pinto.

- Su revolución contra nuestra revolución. Vol. II. La pugna marxista-gremialista en los ochenta. LOM Ediciones, Santiago, 2008. En coautoría con Verónica Valdivia y Karen Donoso.

- Arriba los pobres del mundo. Identidad y cultura política del Partido Comunista de Chile entre democracia y dictadura. 1965-1990. LOM Ediciones, Santiago, 2011.

- La alcaldización de la política. LOM Ediciones, Santiago, 2013. En coautoría con Verónica Valdivia y Karen Donoso.

- Un trébol de cuatro hojas. Las Juventudes Comunistas de Chile en el siglo XX. Editorial América en movimiento y Ariadna ediciones, Santiago (talleres de LOM) , 2014. En coautoría con Manuel Loyola, Jorge Rojas, Nicolás Acevedo, José Ignacio Ponce, Carolina Fernández-Niño, Alfonso Salgado y Luis Thielemann.
- Hijas e hijos de la Rebelión. Una historia política y social del Partido Comunista de Chile en postdictadura (1990-2000). LOM Ediciones, Santiago, 2019.

- Forjando la vía chilena al socialismo. El Partido Comunista de Chile en la disputa por la democracia y los movimientos sociales (1931-1970). Valparaíso, América en Movimiento, 2020.
- Del "viraje" al gobierno del "nuevo tipo". El Partido Comunista de Chile en la primera década del siglo XXI. LOM Ediciones, Santiago, 2022.
- Cuando se templó el acero. Las Juventudes Comunistas de Chile en los primeros años de la dictadura (1973-1979). Valparaíso, América en Movimiento, 2023.
- Años decisivos. Las Juventudes Comunistas de Chile en Dictadura (1980-1991). Valparaíso, América en Movimiento, 2024.

### Artículos
- La reforma municipal en la transición: ¿Un caso de democratización en la medida de lo posible? (2012)
- La nueva política en el Chile posdictatorial: ¿Pasividad ciudadana o clientelismo desde abajo? (1990-1996) (2014)
- Clientelismo y mediación política: Los casos de los municipios de Renca y Huechuraba en tiempos de la UDI popular (2016)
- ¿Herejes y renegados?: La diáspora de la disidencia comunista chilena (1989-1994) (2017)
- La desestalinización en las Juventudes Comunistas de Chile y la construcción de una cultura juvenil alternativa (1956-1964) (2020)
- "Concertación social": La "transición" laboral y la refundación del sindicalismo en Chile (1988-2001) (2021)